# G. & S. Merz

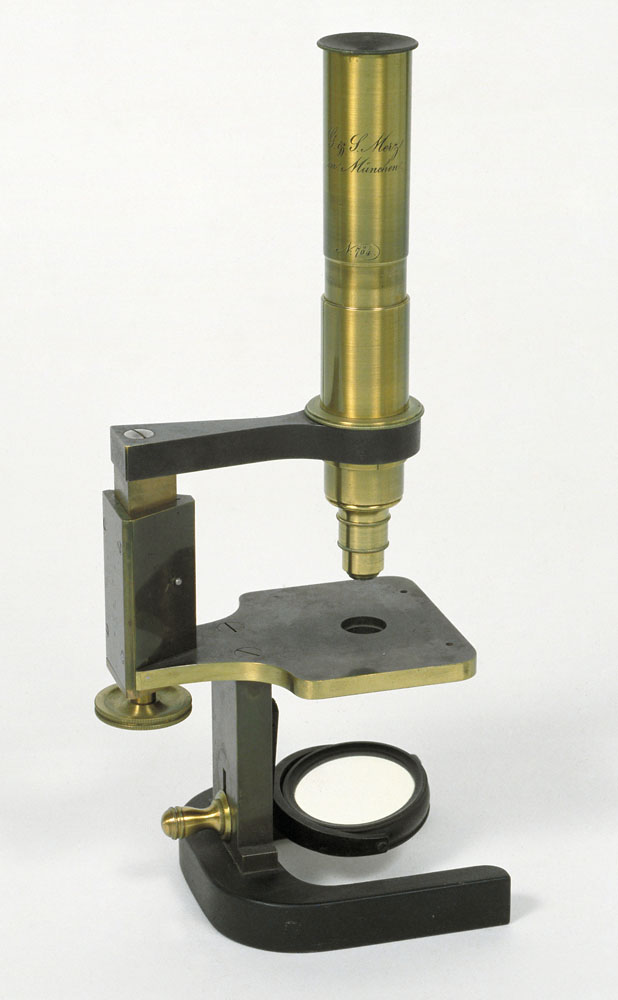
Microscopio composto realizzato dalla Ditta Merz e conservato al Museo Galileo di Firenze.

La ditta G. & S. Merz è stata una bottega tedesca di strumenti scientifici.
Manifattura di vetri bavarese diretta da Georg Merz (1793-1867) e Joseph Mahler (1795-1845) che, nel 1840, rilevarono la ditta Utzschneider & Fraunhofer, con sede a Benediktbeuern. Alla morte di Mahler, Merz proseguì l'attività con i figli Ludwig (1817-1858) e Sigmund (1824-1908). Dal 1858 la ditta si chiamò G. & S. Merz, per poi cambiare di nuovo nome, dopo il 1882, quando passò ai cugini di Sigmund, Jakob e Matthias Merz. Nel 1884 la sede dell'azienda fu trasferita a Monaco. Fu una delle più rinomate ditte tedesche per la fabbricazione di microscopi, strumenti ottici e astronomici della seconda metà dell'Ottocento.